# سست‌ماهی دم‌سیاه
سست‌ماهی دم‌سیاه (نام علمی: Cynoscion acoupa) نام یک گونه از سرده سست‌ماهی‌ها است.